# Гадикувка
Гадикувка (пол. Hadykówka) — село в Польщі, у гміні Цмоляс Кольбушовського повіту Підкарпатського воєводства.
Населення — 789 осіб (2011).
У 1975-1998 роках село належало до Ряшівського воєводства.

## Демографія
Демографічна структура станом на 31 березня 2011 року:
|          | Загалом | Допрацездатний вік | Працездатний вік | Постпрацездатний вік |
| -------- | ------- | ------------------ | ---------------- | -------------------- |
| Чоловіки | 400     | 94                 | 274              | 32                   |
| Жінки    | 389     | 89                 | 225              | 75                   |
| Разом    | 789     | 183                | 499              | 107                  |